# جويل كورتزمان
جويل كورتزمان (بالإنجليزية: Joel Kurtzman)‏ (25 يونيو 1947 - 6 أبريل 2016)؛ اقتصادي وروائي أمريكي.